# كنيسة رسولية
الكنيسة الرسولية الأولى.
هي أحد الكنائس غير التقليدية وهي كنيسة إنجيلية تبشيرية كاريزماتية.الكنيسة الرسولية مثلها مثل الكنائس الخمسينية والكاريزماتية

## الإيمان والعقيدة
تؤمن بعمل الروح القدس الإعجازى في هذا العصر مثله مثل القرن الميلادي الأول تماما. 
وتؤمن بضرورة ممارسة كل مواهب الروح القدس والتبشير حتى على أيدى المؤمنين، كما كان يحدث في الكنيسة الأولى.
العقيدة المميزة في الكنيسة الأولى هو ربط اختبار الامتلاء بالروح القدس أو معمودية الروح القدس أو ختم الروح أو قبول الروح القدس أول مرة بصلاة الالسنة كعلامة مميزة لهذا الاختبار.
وهو من أهم أساسيات رسالة الخلاص المسيحي (الولادة من الماء والروح)، وهو مصدر القوة الروحية في التبشير والكرازة.
راجع قراءة العقيدة 
عقيدة الكنيسة الرسولية الأولى

## الكنيسة الرسوليةوالحركة الكاريزماتية
تعترف كل الكنائس الكاريزماتية بمعمودية الروح القدس وعلامتها صلاة الالسنة أو التكلم بالسنة أخرى.
الا انها تختلف معها في أن معمودية الروح القدس ليست خلاصية.
وهي نافعة للخدمة والكرازة فقط.

## الكنيسة الرسوليةوكنيسة الريفايفل العالمية
إلا أن الكنيسة الرسولية الأولى وكنيسة الريفايفل العالمية هما الكنيستان المنفرداتان في اشتراط صلاة الالسنة كعلامة مميزة لهذا الاختبار.
راجع قراءة العقيدة في جزئية قبول الروح القدس بشرط علامة صلاة الالسنة
عقيدة الكنيسة الرسولية الأولى
ومع ذلك يوجد اختلاف طفيف بين الكنيسة الرسولية وكنيسة الريفايفل العالمية حول اختبار معمودية الروح القدس وعلامتها صلاة الالسنة.
وهي ان كنيسة الريفايفل العالمية تؤمن بان الالسنة تبقى مع بعد اختبار معمودية الروح القدس المؤمن إلى نهاية العمر. 
لتشهد على قبول الاختبار وتتشفع للمؤمن بهذه الصلاة الاعجازية.
إلا أن بعض الكنائس الرسولية تؤمن انه ممكن ان تختفى صلاة الالسنة بعد أول مرة يتكلم بها المؤمن.
ويجب على المؤمن الصلاة والتضرع لتبقى صلاة دائمة.

## إدارة الاجتماعات الروحية
الكنائس الرسولية لاتشترط ممارسة مواهب الروح القدس، جزئيا أو كليا في الاجتماع
وأحيانا يمارسوا مواهب شفاء الامراض مع المؤمنين والزائرين، ولكن بقية المواهب مثل النبوات
تمارس في اجتماعات خاصة مع الخدام.
ويشترك معها في هذا المنهج الكنائس الخمسينية والكاريزماتية في هذه الخطوط العامة لتشغيل الاجتماعات الروحية. وحلقات الصلاة.
وهذا على خلاف كنيسة الريفايفل العالمية التي تشترط في كل الاجتماعت العامة والخاصة 
واجتماعات المنازل ان تمارس كل مواهب الروح القدس كامر الهي ذكر في 1 كو 14
يبقى اختلاف أخير بسيط بين الكنيسة الرسولية وكنيسة الريفايفل العالمية في تشغيل الاجتماعات وهي
ان الاخوة الزوار لاجتماعات الكنيسة الرسولية الأولى لايسمعوا رسالة الخلاص أو اختبار معمودية الروح القدس في كل الاجتماعات.
على عكس كنيسة الريفايفل العالمية التي تشترط فقرة رسالة الخلاص في كل مرة في كل اجتماع ودائما يكونوا جاهزين لمعمودية أي مؤمن بالماء وبالتغطيس. 
وهذا الاختلاف البسيط جعل العديد من الزوار يتعمدوا في كنيسة الريفايفل العالمية ويقبلوا اختبار الامتلاء بالروح القدس. وبعدها يكمل المؤمن عبادته في أي كنيسة كاريزماتية قريبة له من بيته.

## تحديات
الكنائس الرسولية نالت مقاومة شديدة مثل الكنائس الخمسينية عند مؤمنى الشرق والشرق الأوسط وأوروبا
لما يتسم عبادتهم بالاغانى الروحية على الشكل الغربي. وأحيانا يصاحبها رفع الايدى والرقص والانفعال
مما سبب تعثر وتشكك كناءس الشرق في عبادتهم.
ولكن بسبب الترانيم والاغانى الروحية والمعجزات والنشطات المتعددة.
وبسبب انتشار الحركة الكاريزماتية في أوروبا والعالم. ابتدأت تأخذ هذه الكنيسة احترامها في أوروبا والشرق على انها كنيسة تبشر باختبار معمودية الروح القدس
ويعتبر بالاجماع الحركة الكاريزماتية هي الأكثر انتشارا وهو ما مهد الطريق للكنائس الخمسينية والرسولية ليكون لها نصيبا في الانتشار في الشرق. وأوروبا.

## الموقع الرسمى
First Assembly of God